# Antonio Fargas
Antonio Juan Fargas (New York, 14 augustus 1946) is een Amerikaans acteur die bekend werd door zijn rollen in de jaren 1970.
Antonio, een uit een gezin van elf kinderen, heeft een Puerto Ricaanse vader en een Trinidadiaanse moeder. Zijn vader was een vuilnisman. Na in begin 1970 in een reeks blaxploitatiefilms (films met uitsluitend zwarte spelers) gespeeld te hebben, kreeg hij bekendheid (en is nu alom bekend) als Huggy Bear in de televisieserie Starsky and Hutch uit 1975. Als een knikje naar zijn eerdere rollen, kreeg hij een rol blaxploitatieparodie I'm Gonna Git You Sucka (een parodie op diverse films met zwarte acteurs). In het vierde seizoen in 2004 van I'm a Celebrity, Get Me Out of Here! had hij een rol in deze Britse serie. (Een serie met hoofdzakelijk minder bekende bekendheden die in de jungle moeten zien te overleven en die tussen 25 augustus 2002 en 1 december 2006 op de Britse "ITV" te zien was.)
Antonio's zoon Justin speelde professioneel football bij de Oakland Raiders van de NFL.

## Weetje
- De Argentijnse band Babasónicos nam in 1988 op hun album Vórtice Marxista een nummer op dat Antonio Fargas heette. Het achtergrondkoor herhaalde constant "Antonio Fargas is Huggy Bear" in het Spaans en was ook als hommage aan hem bedoeld.
- Eind 1980 bracht Fargas de kerstsingle 'It's Christmas' uit. Het plaatje stond drie weken genoteerd in de tipparade.

## Voetnoten
1. ↑  Antonio Fargas - On The Box Interviews

- Bibliothèque nationale de France: cb141763269 (data)
- Catàleg d'autoritats de noms i títols de Catalunya: 981058514731706706
- International Standard Name Identifier: 0000 0000 7840 5447
- Library of Congress Control Number: no00016302
- Nationale Bibliotheek van Tsjechië: pna2004261727
- SNAC: w60p2817
- Système universitaire de documentation: 085266523
- Virtual International Authority File: 41378717
- WorldCat: E39PBJkxKyWvP9bfH9wDmQgVG3